# Flotáž

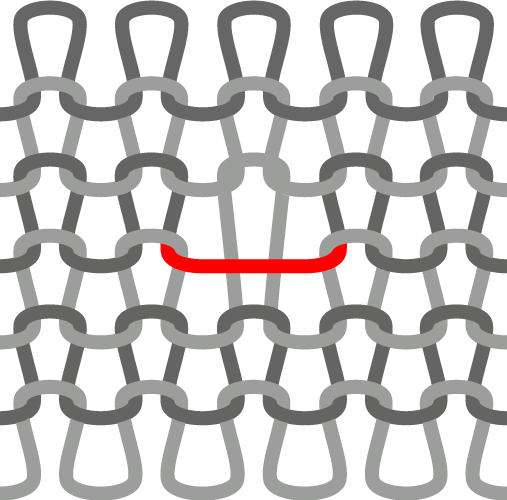
Flotáž v zátažné pletenině

Flotáž (angl.:float length, něm.: Flottung) je neprovázaný úsek nitě ve tkanině nebo pletenině.
Flotáž jako vazební prvek je vymezen
- u zátažných pletenin: nejméně jeden sloupek musí a nejméně jeden řádek může být neprovázaný[2]
- u osnovních pletenin: Neprovázaná nit musí probíhat podélně nebo příčně přes nejméně jeden řádek a mimo toho může vést přes více sloupků[3]
- u tkanin: mimo výrobků s plátnovou vazbou vzniká flotáž u všech druhů tkanin

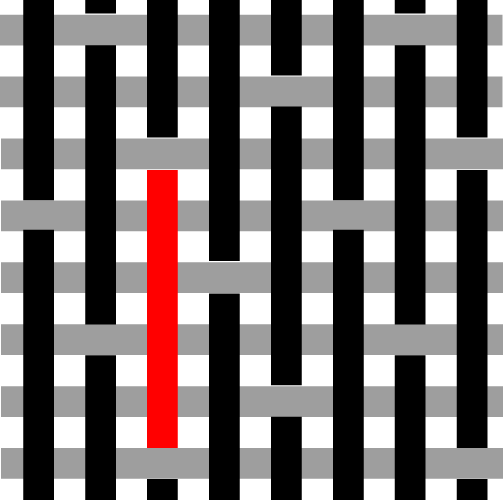
Osnovní nit flotující nad čtyřmi útky

Mimo flotáže dané vazbou se flotáž používá k dosažení určitých vlastností textilie, např. snížení tažnosti.
U výrobků s delšími neprovázanými úseky může snadno dojít k vytrhování nití z povrchu látky nebo (zejména u tkanin) ke snížení stability vlivem posunu nití. U některých druhů tkanin (např. lancé) se tvoří na rubní straně flotáž tak, že se zatkávají konce odstávajících niti.

## Související články

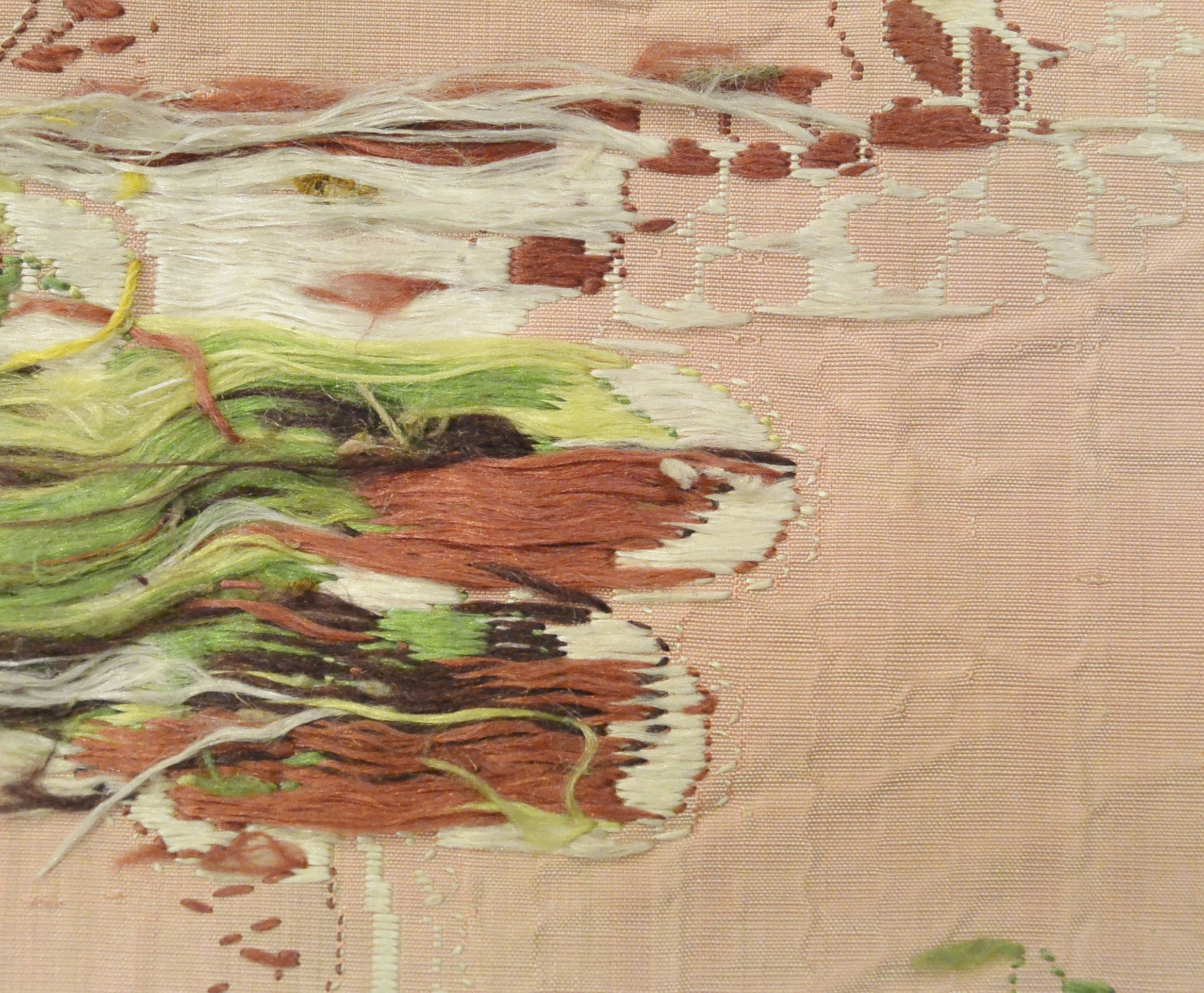
Flotující útkové niti na rubní straně hedvábné tkaniny (2. polovina 18. století)